# Rudolf Angelides
Rudolf Angelides (* 18. Juni 1917 in Konstantinopel; † 11. Oktober 2000 in Wien) war ein österreichischer Architekt.

## Leben
Rudolf Angelides, der griechischer Abstammung war, studierte ab 1937 Architektur in Wien bei Clemens Holzmeister an der Technischen Hochschule. Sein Diplom erlangte er 1943, als er zu einem Studienurlaub vom Kriegsdienst heimkehrte. Nach dem Zweiten Weltkrieg arbeitete er bei dem Bauunternehmen Schärdinger und danach im Büro des Architekten Robert Kotas. Angelides war ab 1951 als freiberuflicher Architekt tätig und entwarf mehrere evangelische Gotteshäuser sowie diverse Wohnbauten in Österreich. Er wurde auf dem Wiener Zentralfriedhof beigesetzt.

## Realisierungen

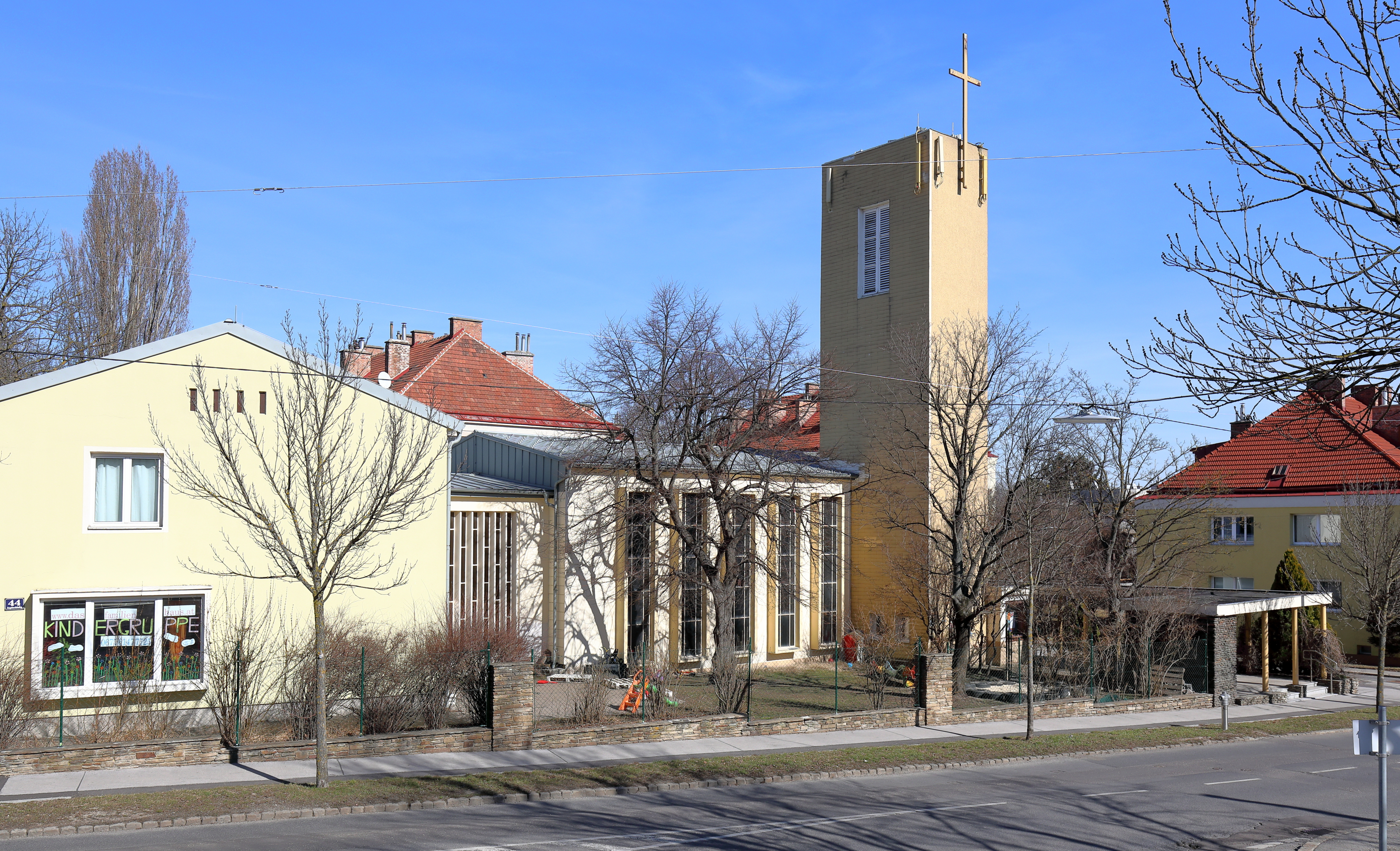
Friedenskirche in Wien-Hietzing (1960)

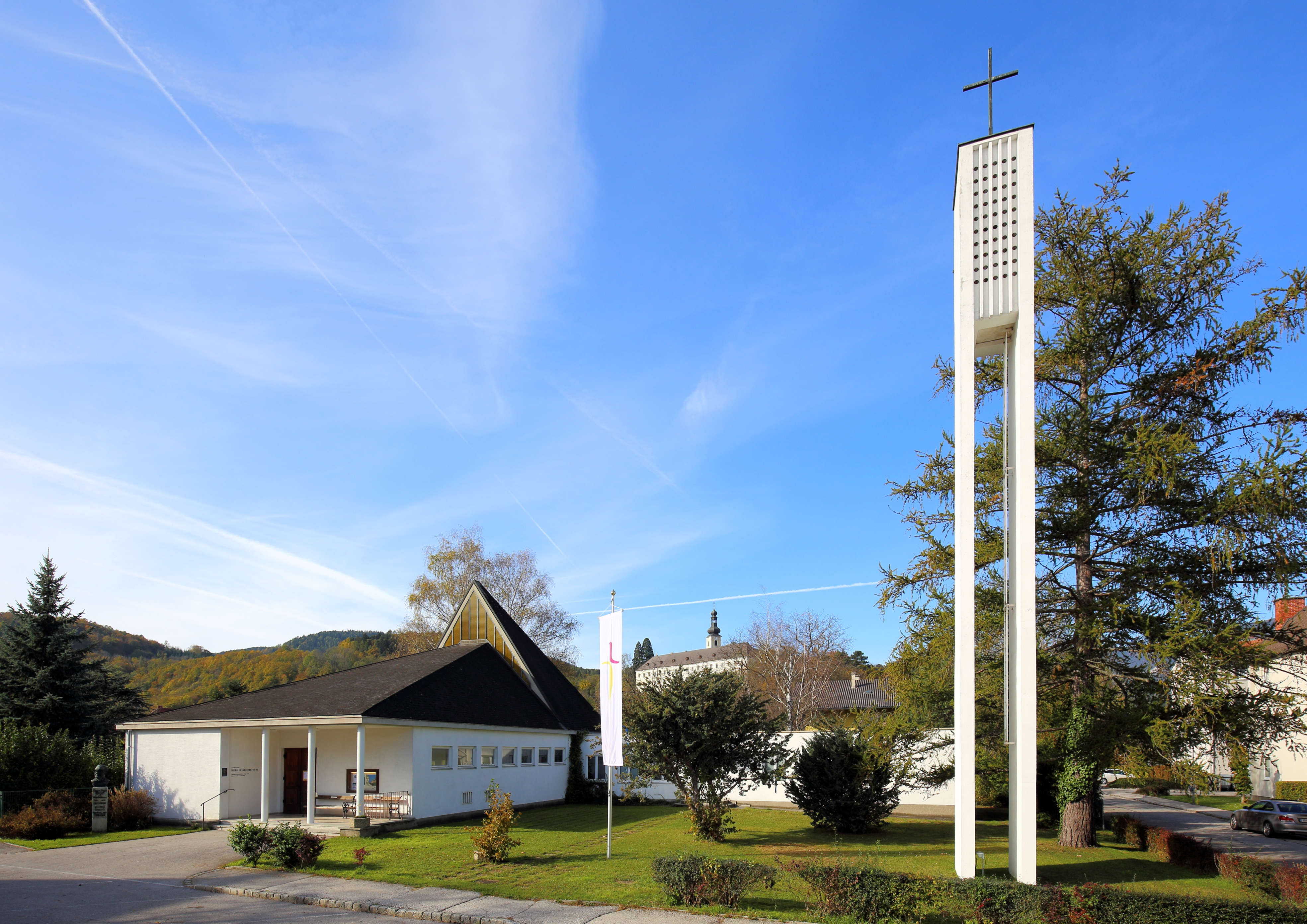
Dreieinigkeitskirche in Gloggnitz (1967/68)

- Städtische Wohnhausanlage Vivariumstraße 6–10 in Wien-Leopoldstadt (1955–1957; mit Friedrich Albrecht, Franz Mörth, Ferdinand Zimmermann)[3]
- Städtische Wohnhausanlage Vivariumstraße 13–17 in Wien-Leopoldstadt (1955–1957; mit Friedrich Albrecht, Franz Mörth, Friedrich Pangratz, Ferdinand Zimmermann)[4]
- ev. Friedenskirche in Wien-Hietzing (1960)[5]
- ev. Dreieinigkeitskirche in Berndorf (1961)
- ev. Lukaskirche  in Himberg (1961)[6]
- ev. Matthäuskirche in Bruck an der Leitha (1964)[6]
- ev. Gnadenkirche in Wien-Favoriten (1966)
- ev. Markuskirche in Wien-Ottakring (1968)
- ev. Dreieinigkeitskirche in Gloggnitz (1967/1968)
- ev. Pauluskirche in Wien-Landstraße (1970)[6]
- ev. Kirche am Wege in Wien-Hetzendorf (1972)